# Anders Bagge
Sven Anders Lind Bagge, ogift Bagge, född 16 januari 1968 i Enskede, Stockholm, är en svensk kompositör, sångtextförfattare, musiker och musikproducent.

## Biografi
Bagge var i början av 90-talet medlem i grupperna Legacy of Sound och Ruff 'N' Redy. År 1997 startade han Murlyn Music, ett produktionsbolag som fick stor framgång internationellt efter genombrottet med amerikanska pojkbandet 98 Degrees, som Bagge skrev låtar till och producerade. Han har även skrivit och producerat låtar åt Madonna, Janet Jackson, Santana, J.Lo, Nick Lachey, Jessica Simpson, Céline Dion och Enrique Iglesias.
Bagge utgjorde tillsammans med Laila Bagge och Andreas Carlsson juryn i Idol 2008, Idol 2009 och Idol 2010, och utgjorde tillsammans med Laila Bagge och Alexander Bard juryn i programmet 2011–2015. År 2011 satt även Pelle Lidell i juryn. Sedan 2017 är Bagge tillbaka i juryn.
År 2006-2007 skrev Bagge bland annat musiken till svenska kriminalserien Beck. År 2008 gjorde han filmmusiken till den svenskproducerade filmen Tomtar och troll. År 2007/2008 startade han Dreamhill Studios, en sammanslagning av Khabang-studion och Murlyn Music Studios i specialbyggda lokaler i anslutning till sin villa i Ekerö kommun.
År 2009 var han med i programmet Made in Sweden där han, Andreas Carlsson och Laila Bagge skulle hitta två skivartister att göra musikalbum med. De hittade Kim Fransson och Janet Leon. År 2010 återförenade Anders Bagge, Laila Bagge och Andreas Carlsson bandet Play i Made in Sweden. Han har dessutom varit med och producerat Azerbajdzjans bidrag i Eurovision Song Contest 2010; bidraget kom på 5:e plats. 
År 2011 sjöng Bagge på låten "Du elsker mig" tillsammans med den danska sångerskan Medina. Han var även med och producerade låten. År 2012 deltog han i TV-serien Körslaget som körledare för Ekerö och slutade på en femte plats. År 2013 grundade Bagge Dreamhill Music Academy, en skola för framtida låtskrivare och musikproducenter i Örnsköldsvik.   
Våren 2016 ledde han pilotavsnittet av reseprogrammet Bagges bagage på TV3 med ex-frun Laila Bagge och 2017 är han aktuell i dokumentärserien Bagges hemlösa hundar i Sjuan. Han var även en av deltagarna i Hela kändis-Sverige bakar 2017 i TV4 och deltog i ett avsnitt av programmet Arga snickaren VIP i februari 2016 på Kanal 5.
Under 2018 medverkade Bagge ihop med sin fru Johanna Lind i parets serie Cirkus Bagge som sändes på Sjuan.
Bagge tävlade i Melodifestivalen 2022 som artist med bidraget "Bigger Than The Universe", och gick från den tredje deltävlingen vidare direkt till final. Detta trots att han under många år lidit av svår ångest och scenskräck. I finalen slutade Bagge på en andra plats och fick flest tittarröster. 
År 2023 tävlade han i TV-programmet Underdogs på SVT.

### Familj och privatliv
Anders Bagge har varit gift med Laila Bagge 1994—2001 och med Sarah Johansson 2009—2012. Den 25 augusti 2018 gifte sig Bagge med Johanna Lind. Han är son till Sven-Olof Bagge (1933–2003) som arbetade på Metronome som musikförläggare.
Bagge har uppgett offentligt att han diagnostiserats med ADHD.